# 足場の組立て等作業従事者
足場の組立て等作業従事者（あしばのくみたてとうさぎょうじゅうじしゃ）とは、足場の組立て等作業従事者特別教育を修了した者。

## 受講資格
- 18歳以上

## 特別教育
- 各事業所（企業等）又は都道府県労働局長登録教習機関が行う。
- 告示で規定された履修時間は6時間（以上）となっている。

### 講習科目
1. 足場及び作業の方法に関する知識（3時間）
2. 工事用設備、機械、器具、作業環境等に関する知識（0.5時間）
3. 労働災害の防止に関する知識（1.5時間）
4. 関係法令（1時間）